# Baradla-Caves
Baradla-Caves är en grotta i Ungern, på gränsen till Slovakien. Den ligger i den norra delen av landet, 150 km nordost om huvudstaden Budapest. Baradla-Caves ligger 440 meter över havet.
Terrängen runt Baradla-Caves är platt åt sydost, men åt nordväst är den kuperad. Runt Baradla-Caves är det glesbefolkat, med 9 invånare per kvadratkilometer. Närmaste större samhälle är Rudabánya, 15,7 km sydost om Baradla-Caves. I omgivningarna runt Baradla-Caves växer i huvudsak lövfällande lövskog.